# Локкумський монастир
Ло́ккумський монасти́р (нім. Kloster Loccum) — у 1163—1585 роках католицький цистерціанський монастир (абатство) в Німеччині. Розташовувався в містечку Ребург-Локкум, Нижня Саксонія, поблизу озера Штайнгуде. Заснований 1163 року монахами-цистеріанцями під проводом абата Еккегарда з Волькенродського монастиря, за підтримки галлермундського графа Вільбранда, в дикій цілинній місцевості. Завдяки старанням братії перетворений на великий релігійний, просвітницько-культурний і економічний центр краю. Перебував під прямою опікою Римських Пап та імператорів Священної Римської імперії. Мав статус імперського (територіально незалежного) абатства (1186). Після Реформації абат і монахи перейшли в лютеранство, перетворивши монастир на самоврядну громаду, осередок протестантизму (1585; голови братії продовжували носити титул «абатів»). Став самоврядною інституцією Ганноверської лютеранської церкви. Володів величезними маєтками, що після аграрних реформ ХІХ століття були розподілені між Брауншвейг-Люнебургом та Ганновером. 1891 року доповнений лютеранською семінарією та гімназією. Функціонує як лютеранська громада. Номінальними членами Локкумської братії є лютеранський єпископ Ганновера й директор семінарії. На території колишнього монастиря збереглися будівлі романського періоду: монастирська церква св. Марії та Юрія (1230—1280), клуатр, гуртожиток, келії, бібліотека тощо.

## Монастирська церква

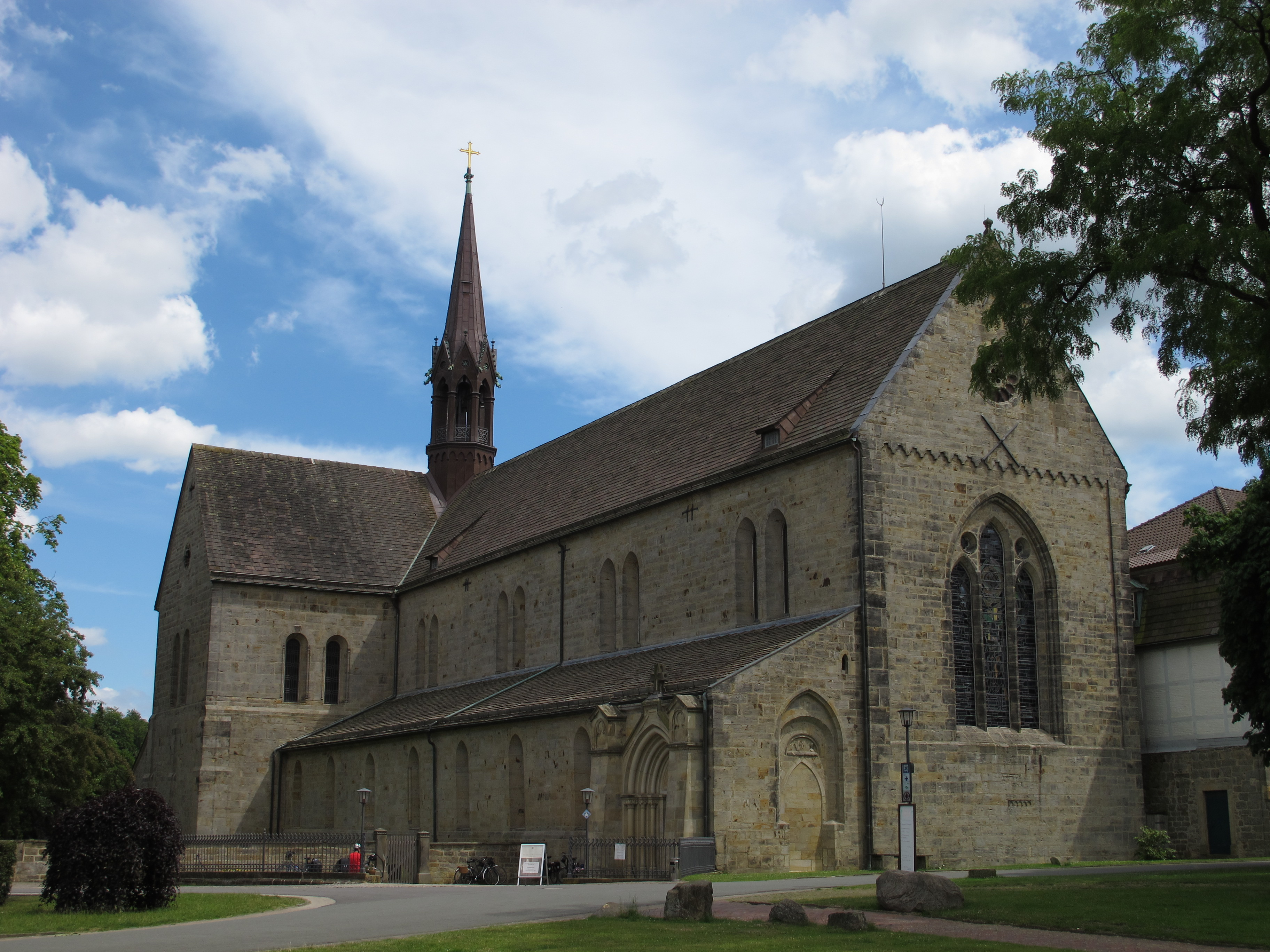
Зовнішній вигляд
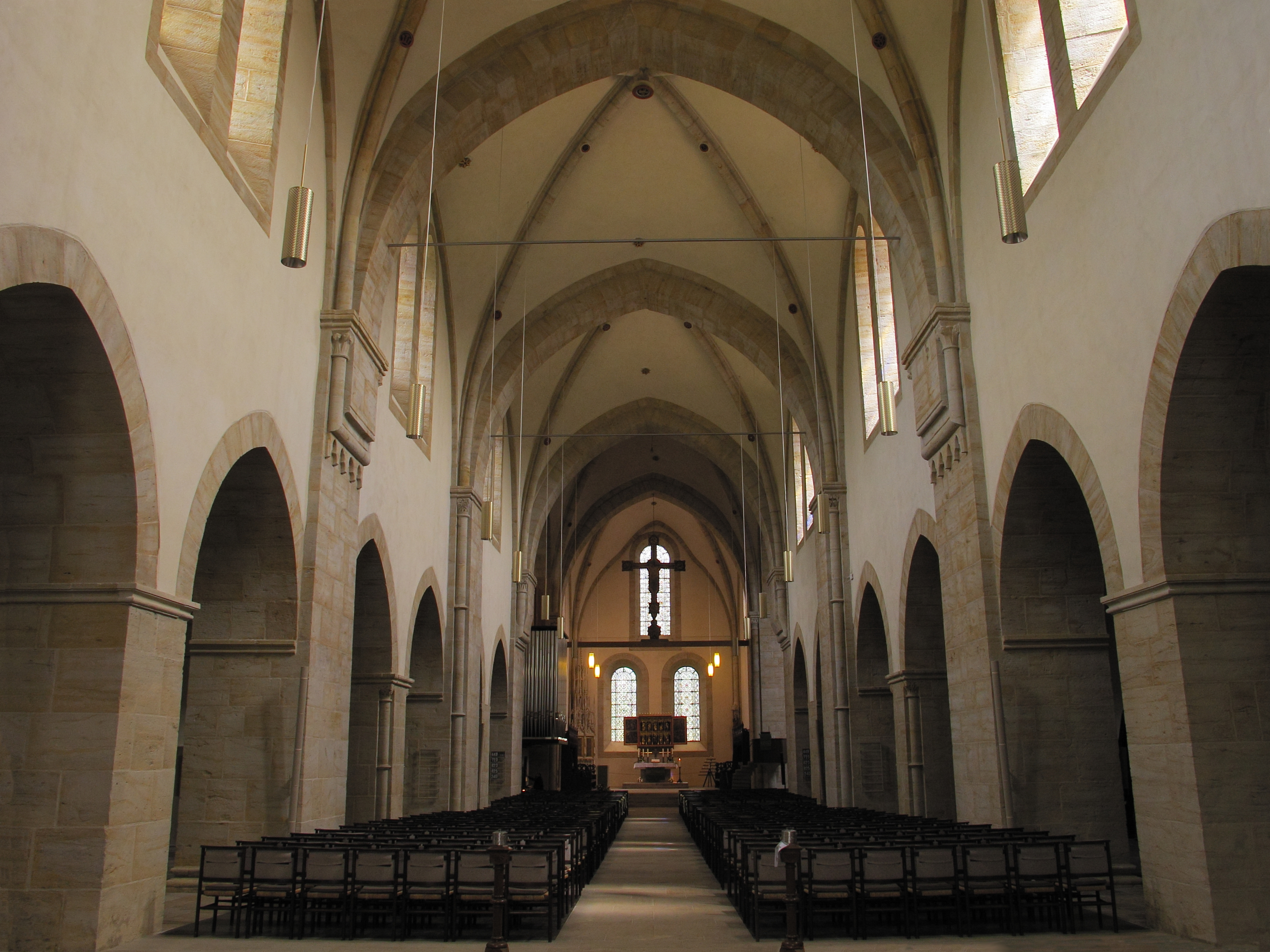
Інтер'єр
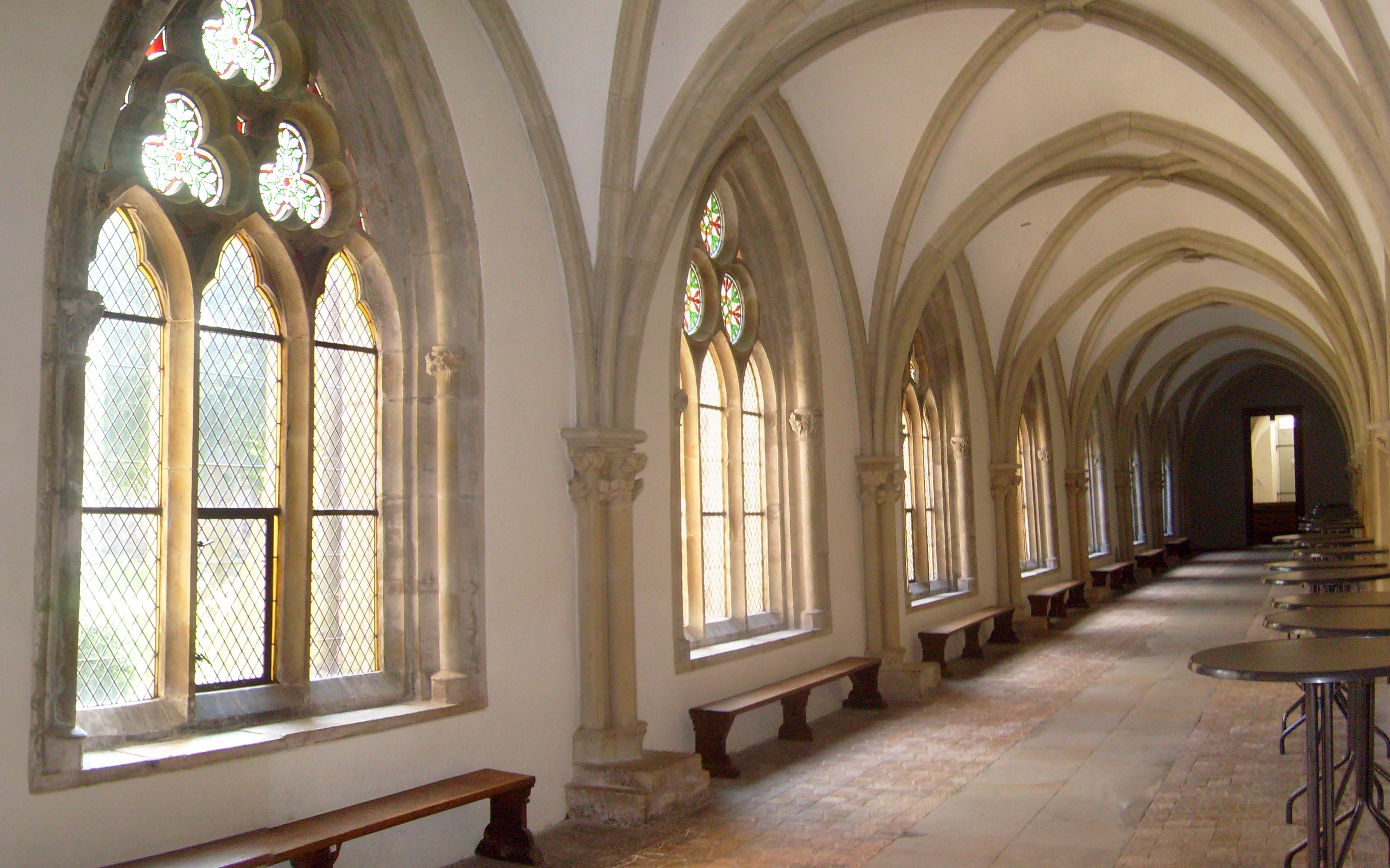
Клуатр
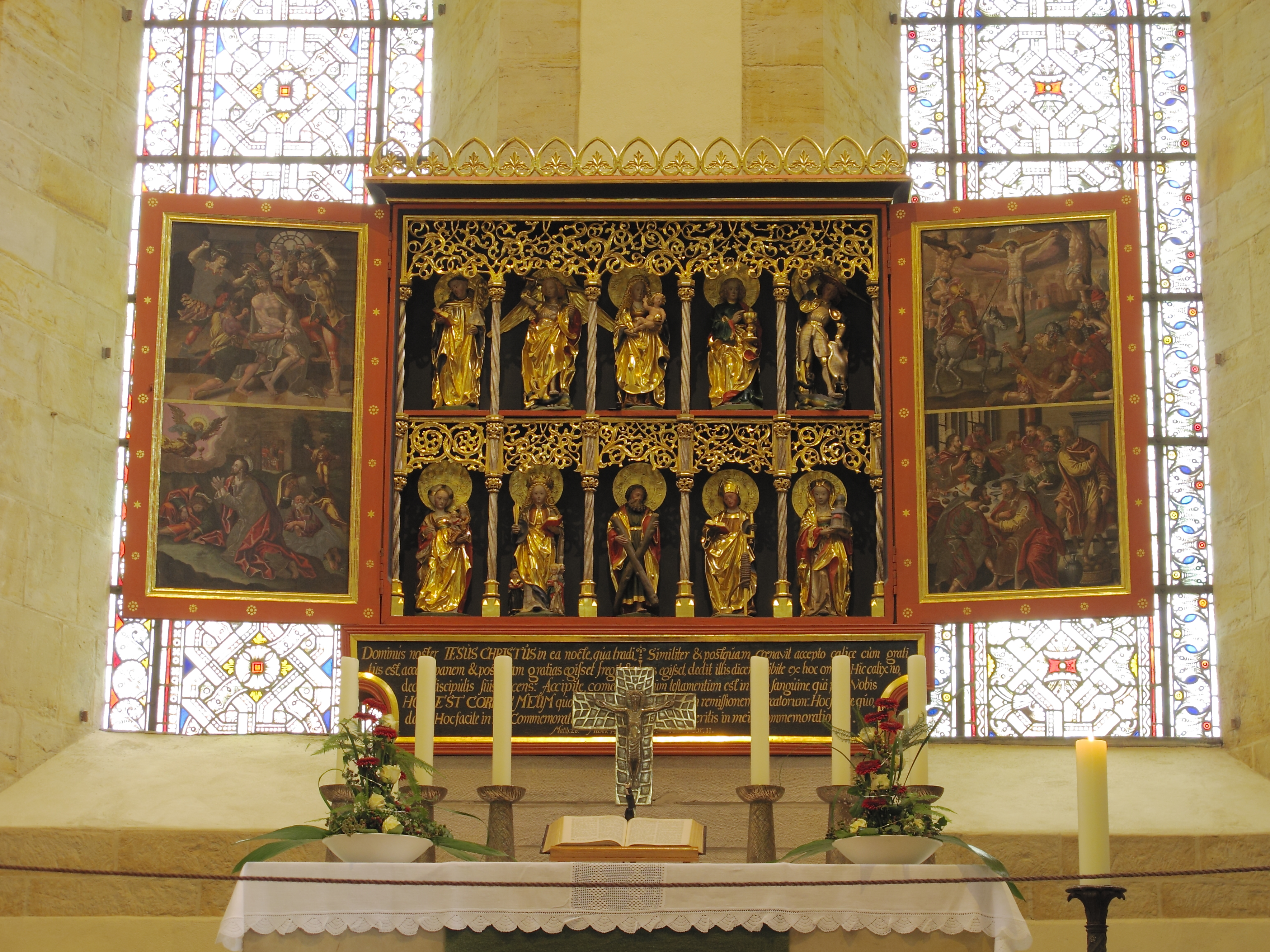
Головний вівтар
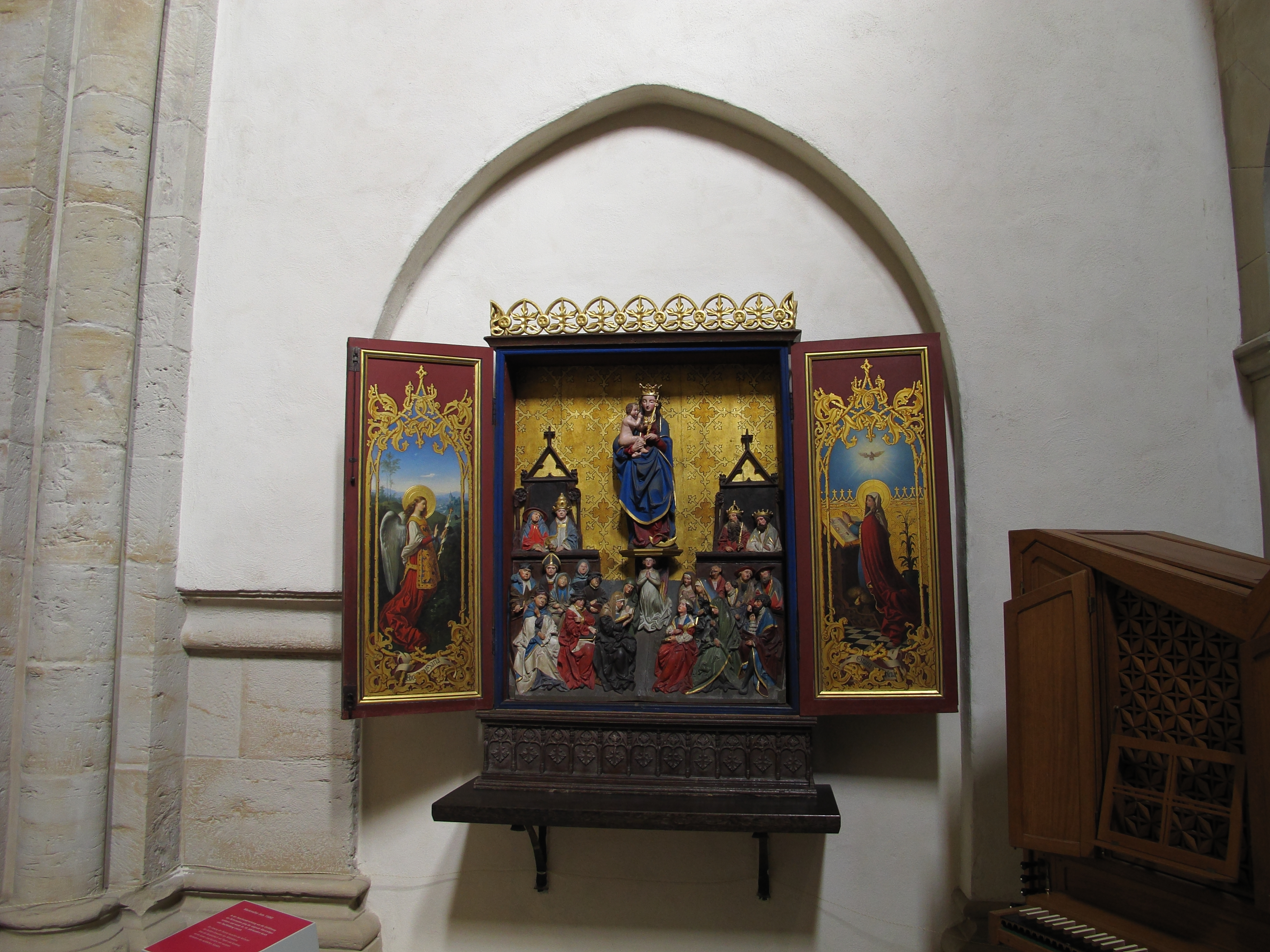
Бічний вівтар
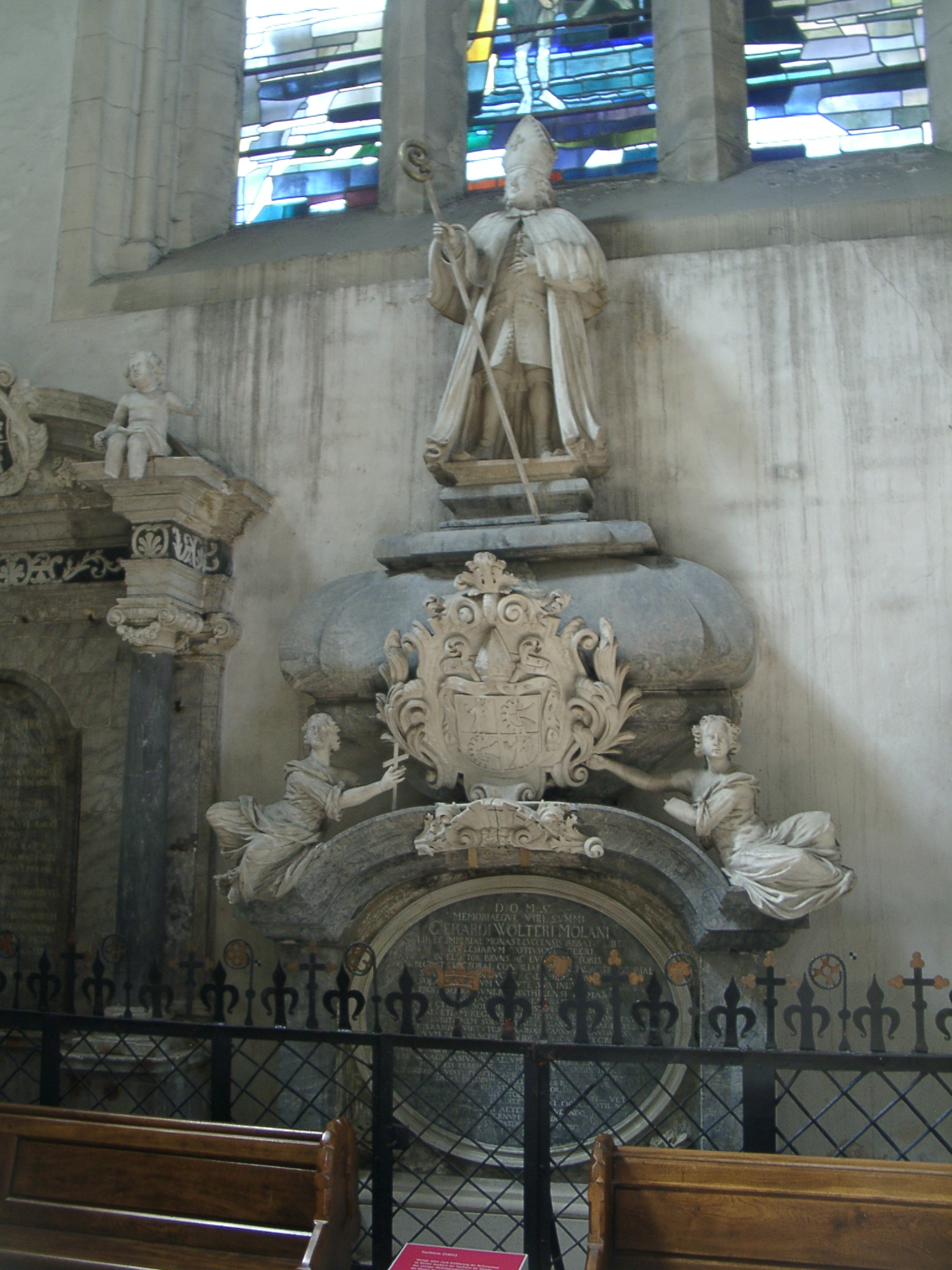
Епітафія
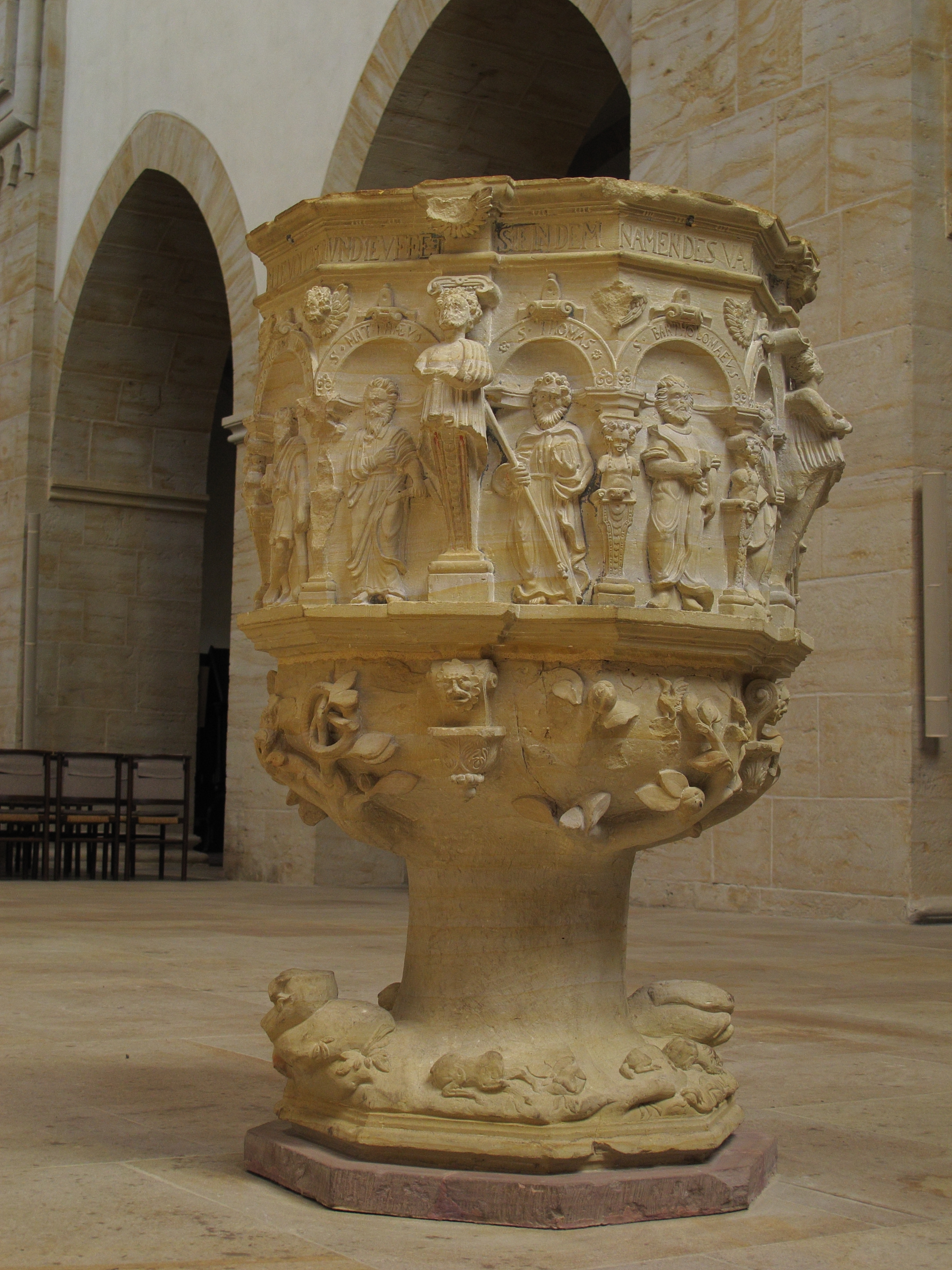
Купіль

## Абати
- 1187: Бертольд Шульте

## Видатні монахи
- Адам Саксонський (? — 1210) — святий Католицької церкви.
- Бертольд Шульте (? — 1198) — місіонер в Лівонії, лівонський єпископ, один із організаторів Лівонського хрестового походу.
- Теодоріх Трейденський (1160—1219) — місіонер в Лівонії, естонський єпископ, один із засновників Ордену мечоносців.

## Випускники гімназії
- Геннінг фон Тресков (1901—1944) — німецький генерал-майор, один із учасників змови проти Гітлера.